# Челобърдо
Челобърдо (на сръбски: Челобрдо) е село в Черна гора, разположено в община Будва. Намира се на 722 метра надморска височина. Населението му според преброяването през 2011 г. е 7 души.

## Население
Численост на населението според преброяванията през годините:
- 1948 – 75 души
- 1953 – 76 души
- 1961 – 71 души
- 1971 – 20 души
- 1981 – 10 души
- 1991 – 15 души
- 2003 – 5 души
- 2011 – 7 души